# Sól (stacja kolejowa)
Sól – stacja kolejowa w Soli, w województwie śląskim, w Polsce. Na stacji zatrzymują się codziennie pociągi spółki Koleje Śląskie relacji Katowice – Zwardoń, a także pociągi spółki PKP Intercity kursujące z Żyliny do Gdyni i z powrotem.

## Ruch pasażerski
| Rok  | Wymiana pasażerska na dobę |
| ---- | -------------------------- |
| 2017 | 50-99                      |
| 2022 | 100-149                    |

## Galeria

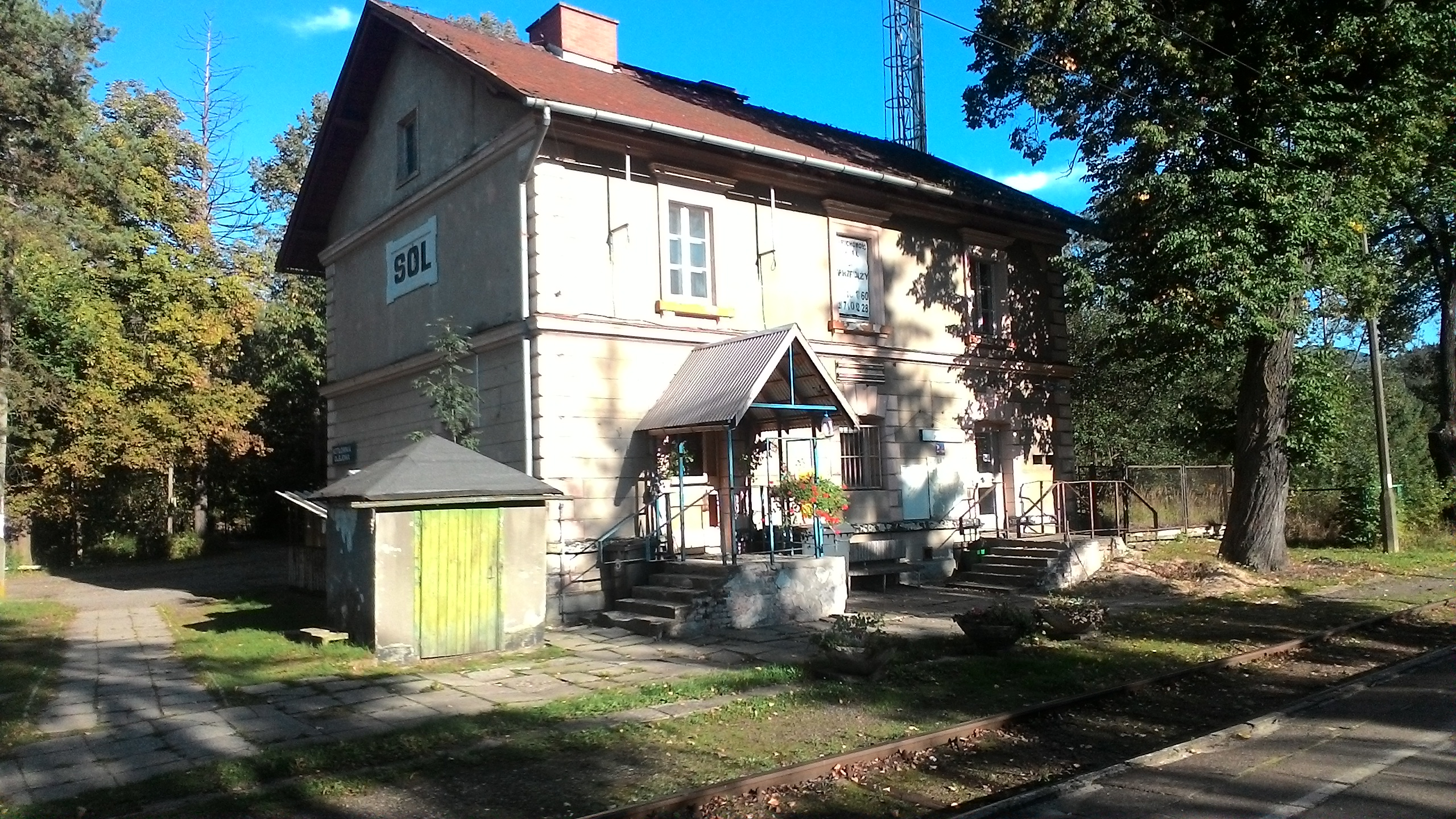
Dworzec kolejowy (2015)
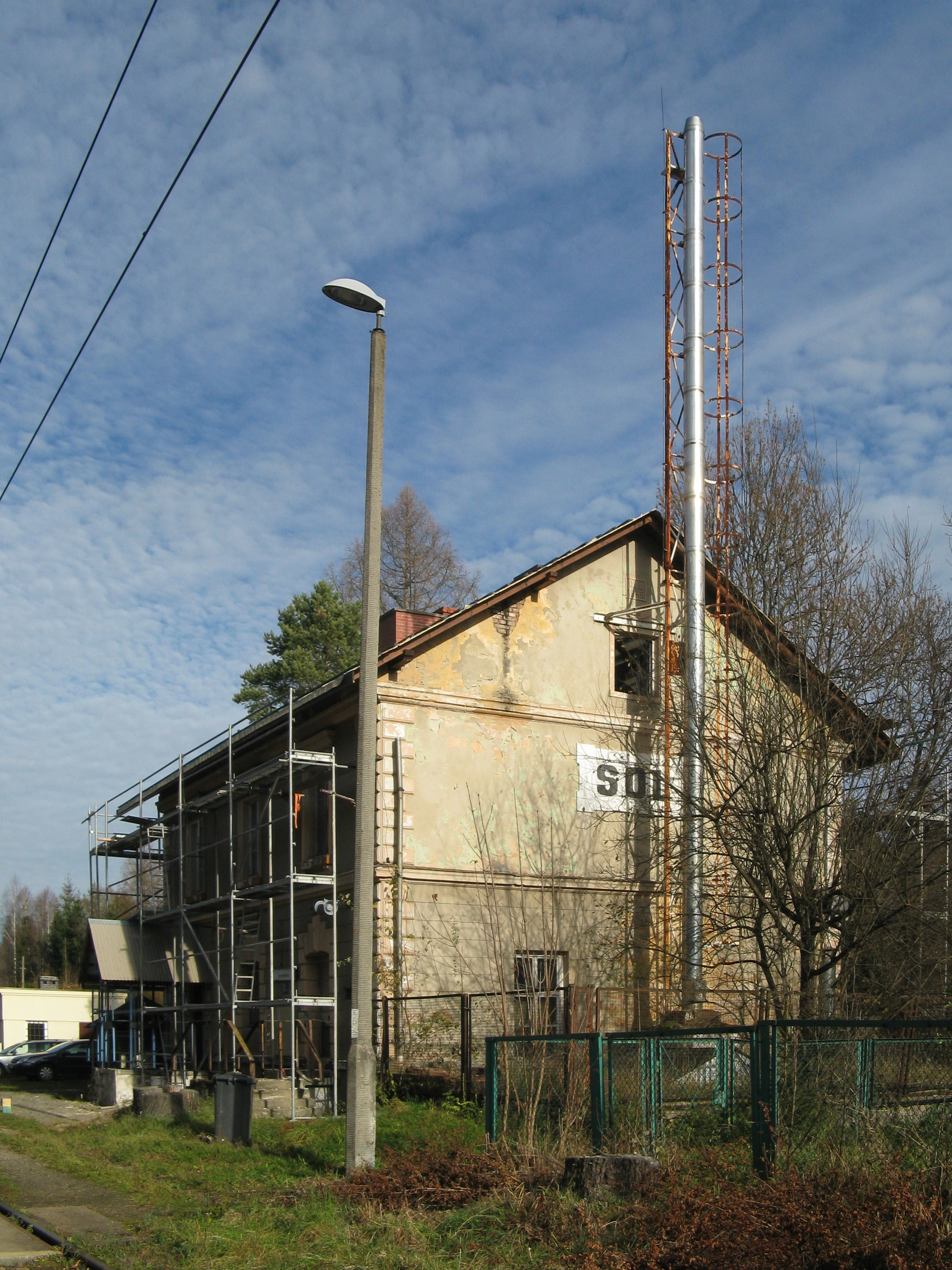
Dworzec kolejowy (2018)
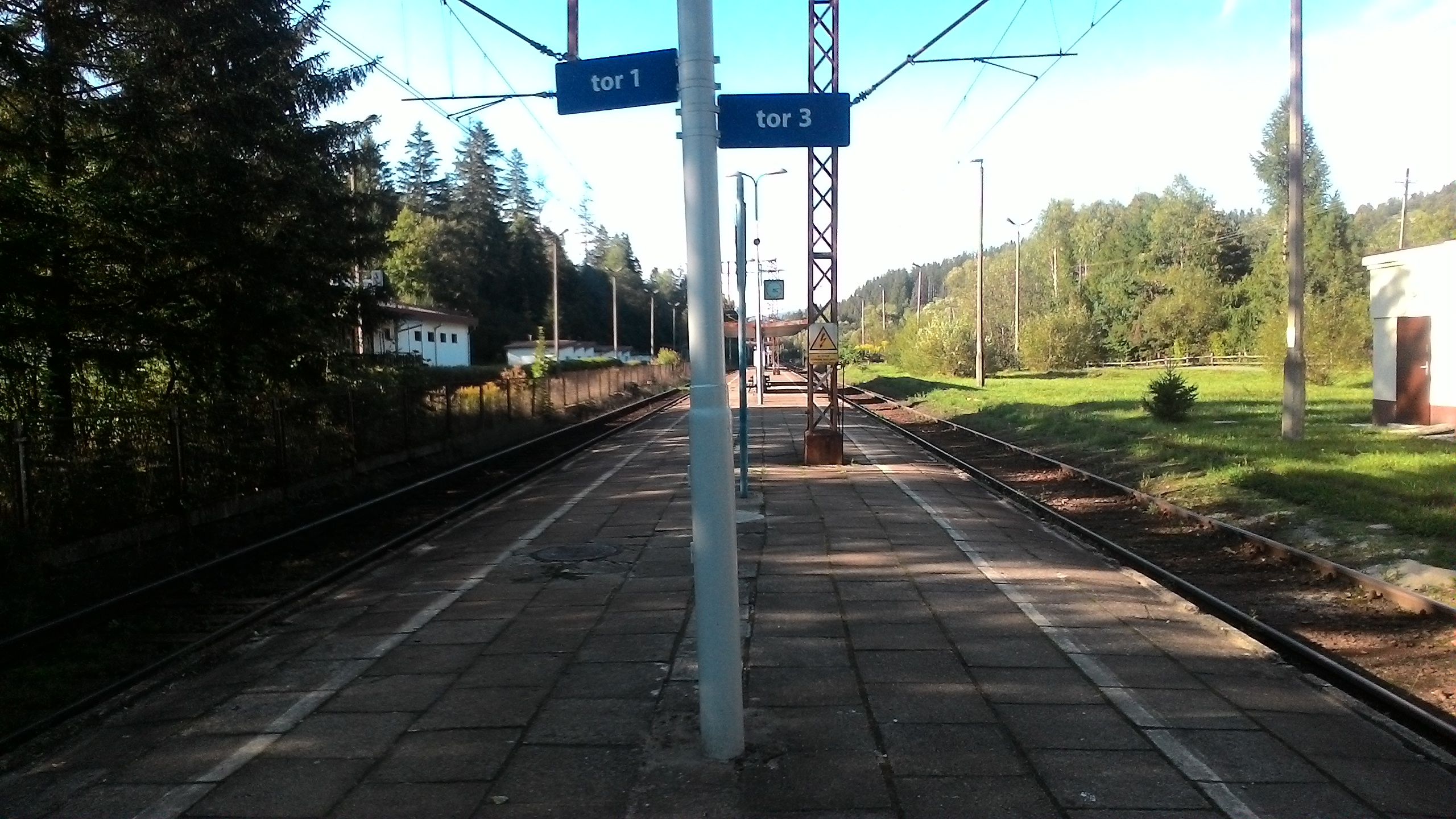
Peron
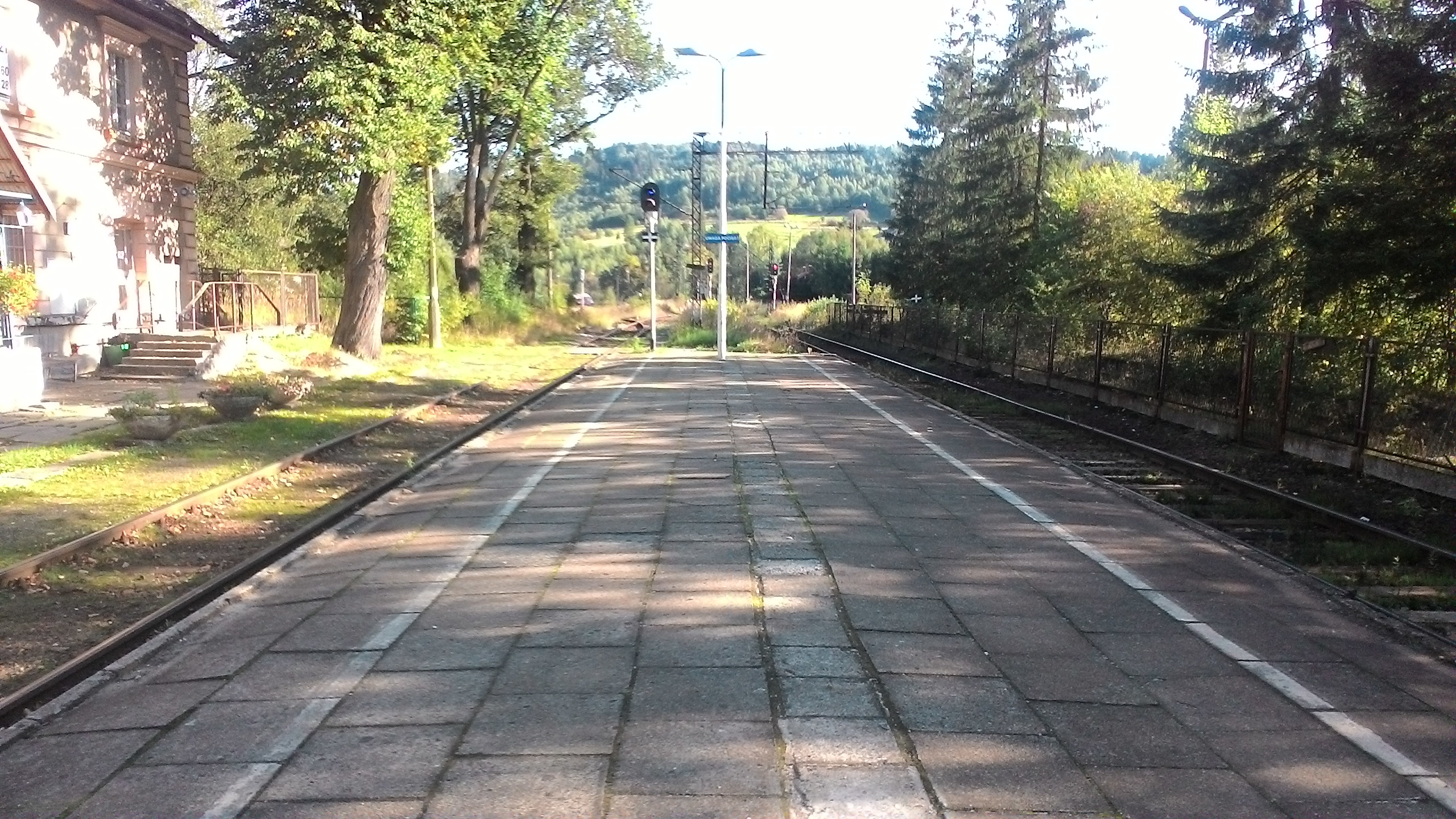
Peron
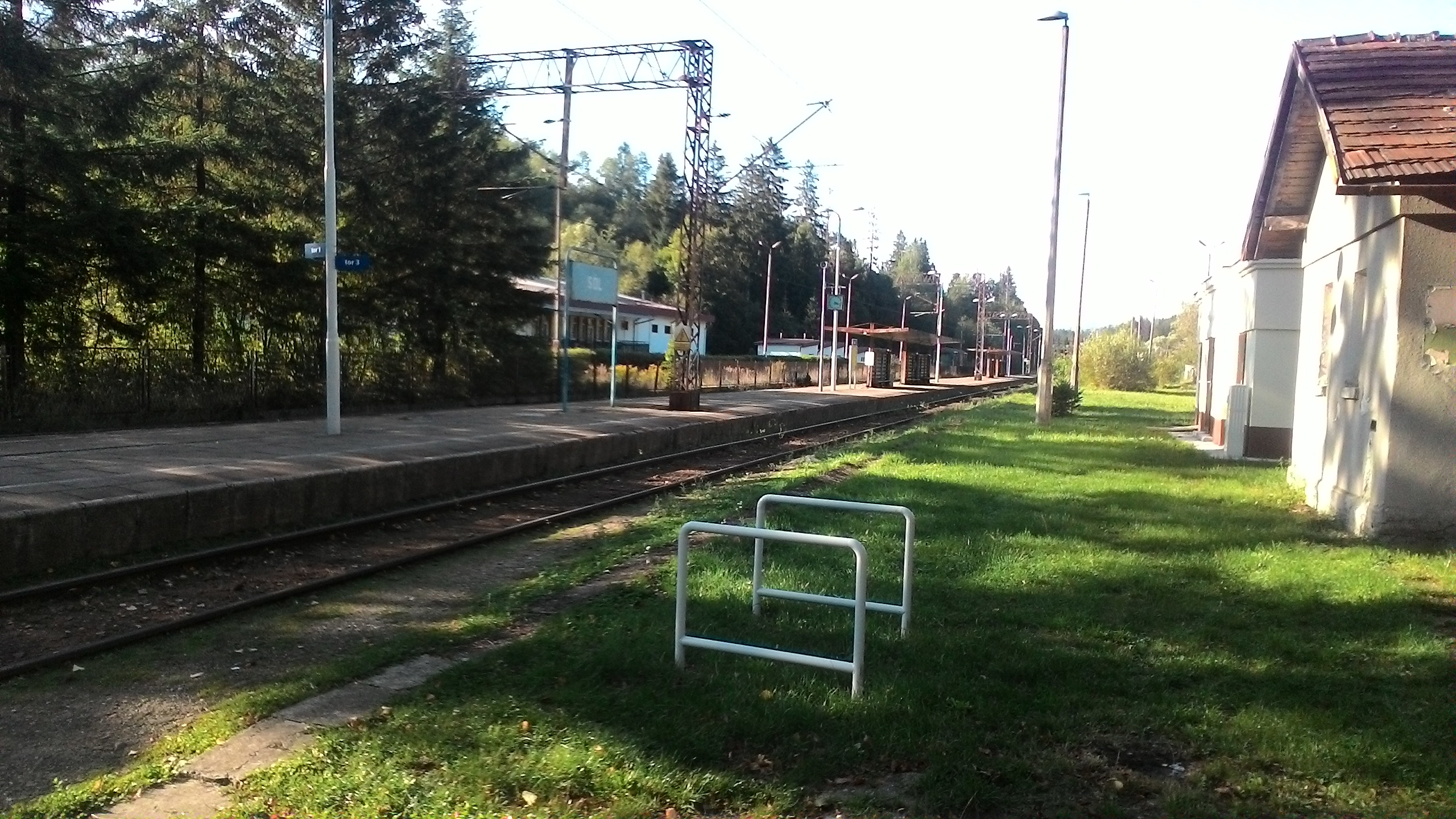
Widok ze ścieżki prowadzącej na peron